# CNN Portugal
CNN Portugal é um canal de notícias português que começou a transmitir a 22 de novembro de 2021. Está disponível mediante assinatura, nas cinco operadoras 4play/3play portuguesas, e como de modo gratuito no seu site. Pertence ao conglomerado de comunicação português Media Capital, com um acordo de licenciamento do canal CNN, da Warner Bros. Discovery, empresa norte-americana.
O site deste canal da Media Capital apresenta também, por vezes, um segundo feed de vídeo, com eventos em direto ou espaços de comentário emitidos primeiramente no canal principal, dedicados a assuntos do momento (como, por exemplo, a guerra entre Israel e o Hamas).

## História
No dia 24 de maio de 2021 foi acordado entre a Media Capital e a CNN a criação da CNN Portugal. A 26 de julho de 2021 foi lançado o site do canal e iniciou-se o processo de contratação para formar a equipa.
Pelas 21h00 (horário da Europa Ocidental) do dia 22 de novembro de 2021, as emissões da CNN Portugal iniciaram-se oficialmente, substituindo assim a TVI24. O lançamento foi marcado com uma festa no Mosteiro dos Jerónimos, em Lisboa.

## Direção
- Diretor — Nuno Santos
- Diretor Executivo de Televisão  - Frederico Roque de Pinho
- Diretor Executivo Digital e Estratégia  - Pedro Santos Guerreiro
- Subdiretora de Conteúdos e Planeamento  - Raquel Matos Cruz
- Subdiretora Operacional e de Convergência - Paula Oliveira
- Subdiretor de Eventos Especiais, Meios e Comunicação Interna - Joaquim Sousa Martins

## Pivôs/Jornalistas
- Alexandre Évora (Lisboa)
- Ana Guedes Rodrigues (Porto)
- Ana Sofia Cardoso (Lisboa)
- André Carvalho Ramos (Lisboa)
- André Neto de Oliveira (Lisboa)
- Andreia Palmeirim (Lisboa)
- Andreia Vale (Lisboa)
- Anselmo Crespo (Lisboa)
- António Botelho (Lisboa)
- Beatriz Marujo Leal (Lisboa)
- Carla Moita (Lisboa)
- Carla Rodrigues (Lisboa)
- Catarina Cardoso (Lisboa)
- Cátia Nobre (Lisboa)
- Cláudio Carvalho (Lisboa)
- Diana Bouça-Nova (Porto)
- Estela Machado (Porto)
- Filipa Pereira (Lisboa)
- Francisco David Ferreira (Porto)
- Henrique Mateus (Lisboa)
- Isabel Loução Santos (Lisboa)
- Isaura Quevedo (Lisboa)
- João Chaves (Lisboa)
- João Fernando Ramos (Porto)
- João Pedro Rodrigues (Lisboa)
- João Póvoa Marinheiro (Lisboa)
- Joaquim Franco (Lisboa)
- Joaquim Sousa Martins (Lisboa)
- José Alberto Carvalho (Lisboa)
- José Carlos Araújo (Lisboa)
- José Gabriel Quaresma (Lisboa)
- Luís Varela de Almeida (Lisboa)
- Lurdes Baeta (Lisboa)
- Maria João Rosa (Lisboa)
- Maria Luís Albuquerque (Porto)
- Nuno de Sousa Moreira (Lisboa)
- Nuno Santos (Lisboa)
- Patrícia Lima Leitão (Lisboa)
- Paulo Pereira (Lisboa)
- Pedro Bello Moraes (Lisboa)
- Pedro Benevides (Lisboa)
- Pedro Filipe Silva (Lisboa)
- Pedro Santos Guerreiro (Lisboa)
- Ricardo Nunes (Lisboa)
- Rita Barão Mendes (Lisboa)
- Rita Mendonça (Lisboa)
- Rita Rodrigues (Lisboa)
- Sara Pinto (Lisboa)
- Sara de Melo Rocha (Lisboa)
- Sandra Felgueiras (Lisboa)
- Vasco Rosendo (Lisboa)

### Apresentadores de magazines
- Marta Leite de Castro
- Sara Sousa Pinto
- Liliana Santos

### Antigos Pivôs/Jornalistas
- Júlio Magalhães (2021-2023)
- Judite Sousa (2021-2022)
- Cristina Reyna (2021-2023)
- Paulo Magalhães (2021-2023)
- Marcos Pinto (2021-2023)
- Filipe Caetano (2021-2024)